# Jason Priestley
Jason Bradford Priestley (Vancouver, Kanada, 28. kolovoza, 1969.),  kanadsko-američki glumac i vozač auto utrka. Najpoznatiji je po ulozi Brandona Walsha u seriji Beverly Hills, 90210.

## Počeci karijere
Rođen kao Jason Bradford Priestley u sjevernom Vancouveru, maturirao je u "Argyle Secondary School" u Vancouveru. Priestley je pola Irac i pola Skandinavac. 

## Karijera

### Beverly Hills, 90210
Jason je 1990. izabran za ulogu Brandona Walsha u američkoj teen seriji "Beverly Hills, 90210". Glumio je srednjoškolca koji se sa sestrom doseljava iz Minnesote u bogati gradić u okrugu Los Angelesa, Beverly Hills, prolazeći kroz teške pubertetske faze i ljubavne veze.
Od 296 epizoda, Jason je režirao njih 19. Glumio je od 1990. do 1998. kada se njegov lik Brandon preselio u Washington. Jasonov lik je posljednji Walsh koji je napustio seriju. Priestley je nastavio u seriji kao izvršni producent do ukinuća serije 2000. godine.

### Nakon Beverly Hillsa, 90210
Nakon odlaska iz Beverly Hillsa, 90210, Jason je dobio ulogu u seriji "Istiniti poziv" u kojoj je glumio od 2004. do 2005. kao Jake Harper. Pridružio se seriji "Ludo zaljubljen" 2006., a iste se godine pojavio u jednoj epizodi kriminalističke serije "Bez traga". Režirao je devetnaestu epizodu u posljednjoj sezoni obiteljske serije "U sedmom nebu".
Bio je jedan od glavnih likova u seriji "Side Order of Life" 2007. Glumio je s kolegicom iz Beverly Hillsa, Jennie Garth u sitcomu "Što ja volim kod tebe".
Godine 2008. je objavljeno da će se pojaviti u epizodi popularne serije "Zovem se Earl" kao bogat i uspješan rođak Earla.
U siječnju 2009. režira epizodu inačicu popularnog Beverlya, "90210"

## Automobilizam
Jedan od hobija bio mu je automobilizam. Vozio je Toyotu Celicu u "SCCA Pro Rally Series". 1999. je bio komentator u IndyCar utrkama. Iste je godine sudjelovao u prvoj Gumball 3000 utrci vozeć Lotus Espirit. 11. kolovoza, 2002. teže je ozlijeđen na Kentucky Speedwayu kada se njegov automobil zabio u zid pri brzini od skoro 100 km/h.

## Privatni život
Između 1992. i 1997. Priestley je živio s Christine Elise koja je imala gostujuću ulogu u Beverlyu. 1999. oženio se make-up stilisticom Ashlee Petersen s kojom se razveo 2000., a 2005. godine oženio se još jednom stilisticom Naomi Lowde i s njom dobio 2. srpnja 2007. kćer Avu Veronicu. Iste godine postao je naturalizirani Amerikanac. Ima sestru blizanku Justine Priestley koja je glumila u inačici Beverlya, "Merlose Placeu".

## Vanjske poveznice
- Jason Priestley u internetskoj bazi filmova IMDb-u (engl.)